# Autostrada A13 (România)
Autostrada A13 este o autostradă din România, în curs de proiectare, pe ruta Sibiu - Brașov - Răcăciuni (Județul Bacău), parcurgând un traseu de aproximativ 281 km.

## Istoric

### Tronsonul Sibiu - Brașov
De la Boița, unde va fi intersecția cu A1), autostrada A13 va urma valea Oltului spre amonte, înainte de a trece prin Avrig, Cârțișoara, Voila până la o intersecție cu A3 la est de Făgăraș, cu care se suprapune până la vest de Brașov, unde există o altă intersecție, separându-se de A3.
Acest tronson lung de 120 km a fost planificat inițial ca drum expres ca alternativă la DN1 între Sibiu și Făgăraș cu lungimea de 73 kilometri și un cost estimat de 614 mil. €. În 2013, guvernul român a schimbat planurile oferind legătura de la Sibiu la București alternativă la autostrada A1 via Pitești ca parte a Rețelei transeuropene de transport, implementând-o astfel mai degrabă ca o autostradă, decât ca drum expres.
Studiul de fezabilitate și proiectul tehnic pentru tronsonul Boița – Făgăraș (68 km) au fost aprobate în decembrie 2021, respectiv ianuarie 2022.

### Tronsonul Brașov – Bacău
După ce în 2018 autostrada A8 Târgu Mureș - Iași a piedut prioritatea în fața autostrăzii A13, a fost stabilit traseul acesteia care va trece pe lângă municipiul Sfântu Gheorghe traversează Carpații Orientali prin Pasul Oituz ajungând la Onești spre Bacău unde va face joncțiunea cu autostrada A7.
Tronsonul ce măsoară 162 km, este considerat cel mai dificil de construit, deoarece trece prin munți. 
Inițial autostrada a fost notată A5 dar după fuzionarea cu autostrada Sibiu–Făgăraș–Brașov, a primit eticheta A13. Contractul pentru studiul de fezabilitate și proiectul tehnic al acestui tronson de autostradă a fost semnat în mai 2020.